# Eb Davis
Ebylee „Eb“ Davis (* 1945) ist ein US-amerikanischer, in Deutschland lebender Bluesmusiker und R&B-Sänger, der auch als „Blues-Botschafter“ bekannt ist. Die Angaben zu seinen Geburtsdaten schwanken zeitlich zwischen 25. Dezember 1943 bis 1946 bzw. örtlich von Arkansas bis Tennessee.

## Leben
Nach einer ersten Militärzeit in New Mexico verschlug es Davis in den 1960er Jahren nach New York, wo er seine erste eigene Band, die ‘Soulgroovers‘ gründete. In diese Zeit fallen Auftritte mit Wilson Pickett, Isaac Hayes, Millie Jackson oder B.B. King.
Als Mitglied der Drifters kam er Anfang der 1980er Jahre erstmals nach Europa. Während seiner zweiten Militärzeit in den frühen 1980er Jahren gelangte Davis nach Potsdam und West-Berlin und verblieb dort. Da er sich zuvor und dann parallel zu seinen Aufgaben als Mitglied der amerikanischen Militärverbindungsmission der Alliierten auch als Blues-Musiker betätigte, soll es in der Zeit der deutschen Teilung zu grenzüberschreitenden Kontakten und Auftritten gekommen sein. Die Bandprojekte, die Davis in Berlin betrieb, trugen die Namen Bayou-Blues-Band, Radio Kings, Eb Davis Band, Eb Davis Blues Band (gelegentlich auch Bluesband geschrieben), Eb Davis & Friends bzw. in den 1990er Jahren die international besetzte Eb Davis und The Superband. Variierend ist die Schreibweise des (abgekürzten) Vornamens: mal EB, mal Eb.
Eb Davis erzählte dem Tagesspiegel, er sei beim Köpenicker Blues- und Jazzfestival 1996 der erste schwarze Musiker gewesen.
2008 verlieh man ihm den Titel ‘Blues-Ambassador to the State of Arkansas’ (USA). Im Herbst desselben Jahres wurde er vom Deutschen Rock- und Pop-Musik-Verband zum besten R&B-Sänger gewählt. 2016 erschien ein Dokumentarfilm über ihn: How Berlin Got The Blues – Ein Film über den kalten Krieg, den Blues und Berlin: Die unglaubliche Geschichte des EB Davis.
Auftritte als Musiker in Berlin sind dokumentiert bei backstagepro und RockinBerlin.

## Diskografie
- Eb Davis bei discogs
- Eb Davis Blues Band bei discogs

## Film
- “How Berlin Got The Blues - Ein Film über den kalten Krieg, den Blues und Berlin: Die unglaubliche Geschichte des EB Davis” 2016, Regie & Drehbuch: Vicki Luther und Antje Dohrn.